# Föroya Bjór
Föroya Bjór jest najstarszym browarem na Wyspach Owczych, terytorium zależnym Królestwa Danii. Jego siedziba mieści się w miasteczku Klaksvík, na wyspie Borðoy, w północnej części archipelagu. Prezesem jest Einar Waag. Nazwa z farerskiego oznacza dosłownie Piwo Wysp Owczych.
Od początku istnienia logo tej firmy nie zmieniło się – widnieje na nim baran, a nad nim wypisana jest ozdobną czcionką nazwa browaru.

## Rys historyczny

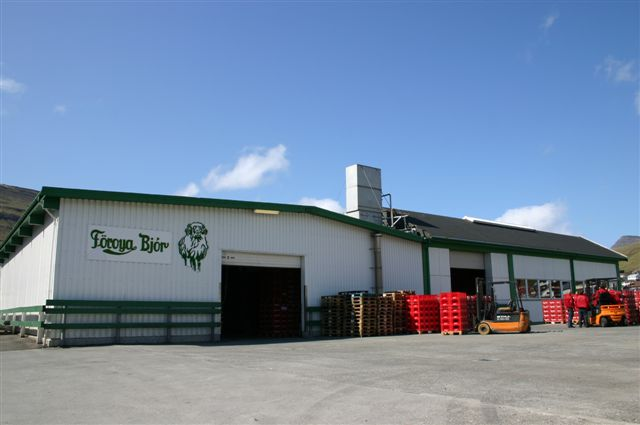
Browar Föroya Bjór obecnie

Browar Föroya Bjór został założony w 1888 roku, w tym samym miejscu, gdzie jest usytuowany obecnie, przy Klaksvíksvegur 19 w miejscowości Klaksvík. Jego twórcą był Símun í Vági, zaś kontynuatorem dzieła następnie jego syn Einar Fróvin Waag, lider Partii Socjaldemokratycznej na Wyspach Owczych (1968–1969). Po Einarze rodzinną firmę przejął Einar Waag, wnuk Símuna, sprawujący funkcję prezesa spółki do dziś.
Föroya Bjór nie jest pierwszym browarem na archipelagu. W 1849 powstał Restorffs Bryggjarí, założony przez Martina Christiana Restorffa, imigranta duńsko-niemieckiego. Siedziba tego browaru mieściła się w Tórshavn przy ulicy Landavegur 32. Został on zamknięty w 2007 roku, czyniąc Föroya Bjór jedyną tego typu spółką na archipelagu. Wzrosła także różnorodność produktów obecnie istniejącego browaru, albowiem została ona wzbogacona o dawne produkty Restorffs Bryggjarí.
Od niedawna Föroya Bjór zajmuje się także dystrybucją duńskich napojów gazowanych Jolly Cola oraz Rhino's energy drink.

## Produkty

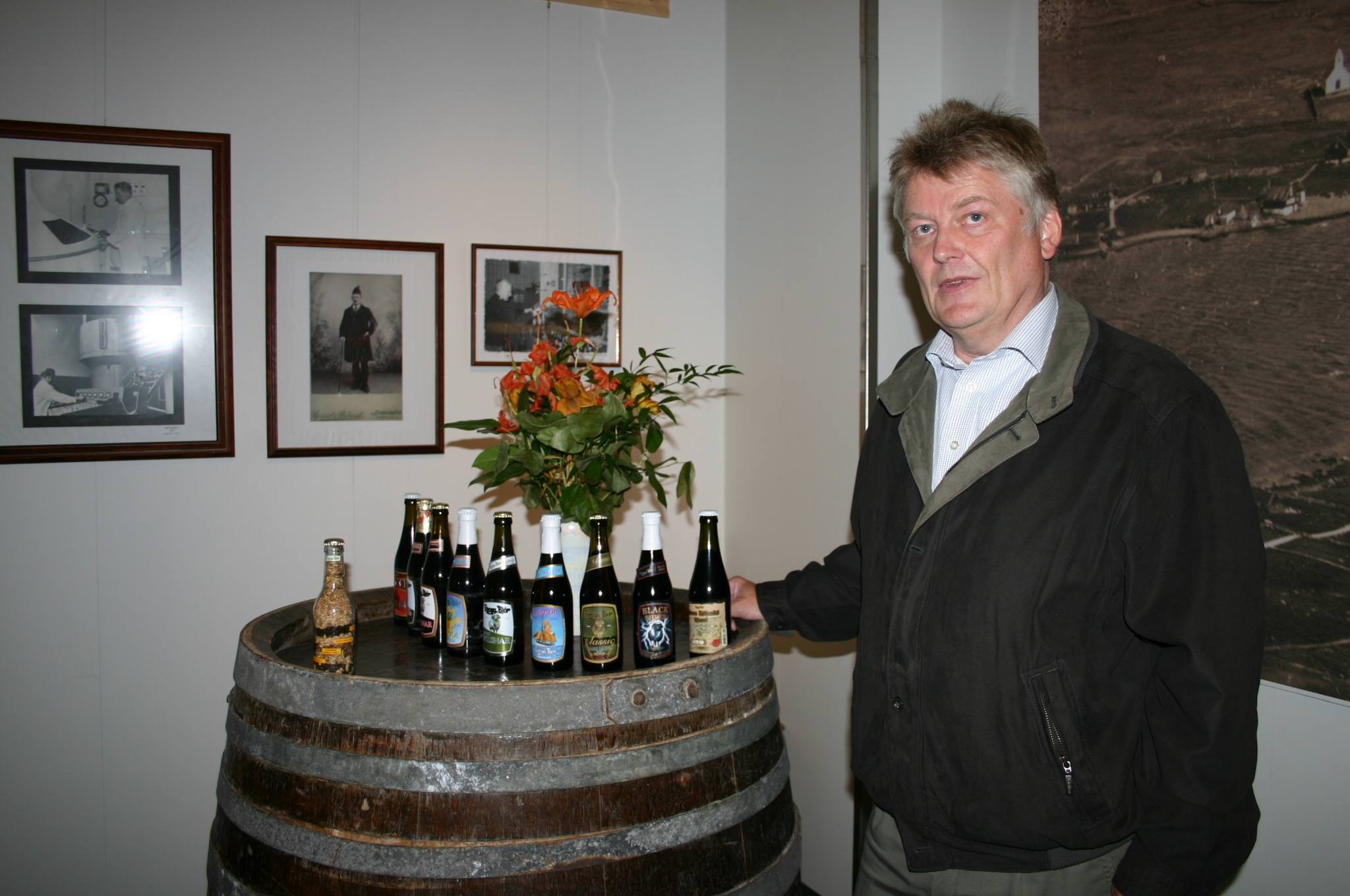
Einar Waag prezentujący produkty swego browaru

Pomimo niewielkiego udziału innych towarów, głównym produktem wytwarzanym i rozdysponowywanym przez Föroya Bjór jest piwo. Oto lista obecnych produktów tego browaru:
- Ram – 4,6% alkoholu
- Classic – 4,6%
- Gold Export Lager – 5,8%
- Slupp – 5,8%
- Black Sheep – ciemne, 5,8%
- Sct. Brigid Ale – 4,6%
- Green Island Stout – 5,8%

## Punkty sprzedaży
Wedle prawa obowiązującego na Wyspach Owczych w sklepach może być sprzedawane jedynie piwo zawierające poniżej 3,5% zawartości alkoholu. Pozostałe mogą być wystawione na ladę jedynie przez monopol państwowy Rúsdrekkasøla Landsins, który wspólnie z Föroya Bjór prowadzi osiem punktów sprzedaży mocniejszych trunków. Znajdują się one w następujących miejscowościach:
| Region   | Miejscowość  | Adres                                          | Godziny otwarcia                                                                         |
| -------- | ------------ | ---------------------------------------------- | ---------------------------------------------------------------------------------------- |
| Eysturoy | Saltangará   | Heiðavegur 25, Postboks 205, FO-600 Saltangará | - poniedziałek – czwartek: 13:00 – 17:30 - piątek: 10:00 – 17:30 - sobota: 10:00 – 13:00 |
| Norðoyar | Klaksvík     | Bøgøta 38, FO-700 Klaksvík                     | - poniedziałek – czwartek: 13:00 – 17:30 - piątek: 10:00 – 17:30 - sobota: 10:00 – 13:00 |
| Sandoy   | Skálavík     | Á Mølini FO-220 Skálavík                       | - poniedziałek – czwartek: 14:00 – 17:30 - piątek: 12:00 – 17:30 - sobota: 10:00 – 13:00 |
| Streymoy | Hvítanes     | Á Hjalla FO-187 Hvítanes                       | - poniedziałek – piątek: 8:00 – 16:00                                                    |
| Streymoy | Tórshavn     | Hoyvíksvegur 67 – Miðlon FO-100 Tórshavn       | - poniedziałek – piątek: 10:00 – 17:30 - sobota: 10:00 – 14:00                           |
| Streymoy | Tórshavn     | Skálatrøð 14 Postboks 3069 FO-100 Tórshavn     | - poniedziałek – piątek: 8:00 – 16:00                                                    |
| Suðuroy  | Trongisvágur | Drelnes FO-826 Trongisvágur                    | - poniedziałek – czwartek: 14:00 – 17:30 - piątek: 12:00 – 17:30 - sobota: 10:00 – 13:00 |
| Vágar    | Miðvágur     | Skaldarvegur 5 FO- 370 Miðvágur                | - poniedziałek – czwartek: 14:00 – 17:30 - piątek: 12:00 – 17:30 - sobota: 10:00 – 13:00 |